# Sir Douglas Quintet
Sir Douglas Quintet var ett rockband bildat 1964 i San Antonio, Texas, USA. Gruppen var en av de mest inflytelserika inom den så kallade Tex-Mex-stilen.
Medlemmar i gruppen var i original Doug Sahm (sång, gitarr), Augie Meyers (orgel), Jack Barber (basgitarr), och Johnny Perez (trummor). Frank Morin hoppade snart in på saxofon. Gruppens första singel passerade obemärkt, men de slog igenom med den andra "She's About a Mover" (1965) vilken nådde topp-15-placering både i hemlandet och i Storbritannien och därmed blev gruppens största framgång.
Efter en världsturné arresterades Sahm för innehav av marijuana och gruppen bröt i skuggan av detta upp våren 1966. Sahm bildade dock en ny version av gruppen och spelade in ett nytt album som släpptes 1968. Sahm övertalde Augie Meyers och Johnny Perez att återförenas med honom och de flyttade upp till Kalifornien där Sahm nu bodde. Gruppen spelade in albumet Mendicino och titelspåret blev en topp-40-hit i USA. Den är efter "She's About a Mover" gruppens kändaste låt. Gruppen bröt upp 1972, men Sahm var fortsatt aktiv och återförenades ibland med sina gamla Quintet-medlemmar. Doug Sahm avled i sömnen av en hjärtattack på ett hotellrum i Taos, New Mexico den 18 november 1999. Johnny Perez avled i Kalifornien 11 september 2012 av levercirros.

## Diskografi (urval)
Album
- 1965 – The Best of the Sir Douglas Quintet
- 1968 – Sir Douglas Quintet + 2 = Honkey Blues
- 1969 – Mendocino
- 1970 – Together After Five
- 1970 – 1+1+1=4
- 1971 – The Return of Doug Saldaña
- 1972 – Future Tense (som The Quintet - utan Doug Sahm)
- 1973 – Rough Edges
- 1977 – Live Love
- 1983 – Border Wave
- 1983 – Live Texas Tornado
- 1983 - Midnight Sun
- 1983 – Quintessence
- 1984 – Rio Medina
- 1985 – Luv Ya' Europa
- 1994 – Day Dreaming at Midnight
- 2006 – Live from Austin, Texas
- 2012 – Kansas City & Other Favorites
- 2013 – Nuevo Wave Live

Singlar/EP
- 1965 – "She's About A Mover" / "We'll Take Our Last Walk Tonight"
- 1965 – "The Tracker" / "Blue Norther"
- 1966 – "The Rains Came" / "Bacon Fat"
- 1968 – "Mendocino" / "I Want To Be Your Mama Again"
- 1969 – "It Didn't Even Bring Me Down" / "Lawd, I'm Just A Country Boy In This Great Big Freaky City"
- 1969 – "Dynamite Woman" / "Too Many Dociled Minds"
- 1969 – "At The Crossroads"
- 1970 – "Nuevo Laredo" / "Texas Me"
- 1975 – "Roll With The Punches" / "I'm Not That Kat Anymore"
- 1981 – Sheila Tequila (EP)